# Narøyholmen
Narøyholmen est une île dans le landskap Sunnhordland du comté de Vestland. Elle appartient administrativement à Øygarden.

## Géographie
Rocheuse et couverte de bosquets, elle s'étend sur environ 241 m de longueur pour une largeur approximative de 83 m. Elle compte une habitation.